# Blokdiagram

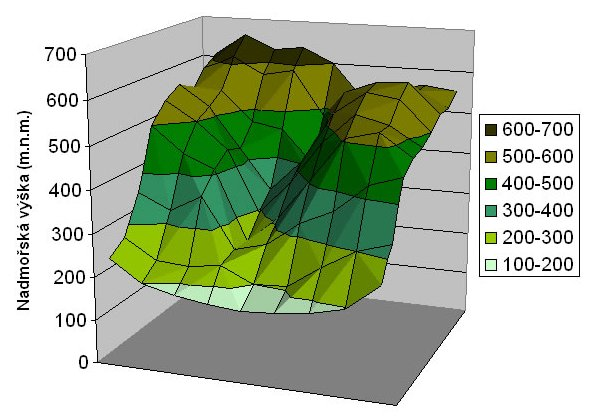
Blokdiagram Průčelské rokle v Brné nad Labem

Blokdiagram je způsob kartografického znázornění určitého výseku zemské kůry pomocí grafu, který využívá prostorového průmětu průřezu topografické plochy. Využívá se především v geologii a geomorfologii.

## Tvorba
Pro tvorbu blokdiagramu je nutné vymezit část zemského povrchu, který chceme promítnout do blokdiagramu. Pro tyto účely je nejvýhodnější použít Základní mapu ČR. Po vymezení území na mapě se sestrojí čtvercová síť a následně se ve všech bodech sítě zjistí nadmořská výška. Takto získaná data se přenesou do tabulkového procesoru. Aplikací prostorového povrchového grafu vznikne blokdiagram. 